# Sigismondo Pappacoda
Sigismondo Pappacoda (Nápoles, 23 de marzo de 1456 - ib, 3 de noviembre de 1536) fue un eclesiástico italiano.

## Vida
Hijo de Francesco Pappacoda y de Covella di Gennaro, del patriciado del reino de Nápoles, y doctorado en leyes, fue nombrado obispo de Venosa en 1492 y transferido a la diócesis de Tropea en 1499. 
Por su ayuda al papa Clemente VII durante su asedio en el castillo Sant'Angelo tras el saco de Roma en la guerra de la Liga de Cognac, fue creado cardenal en el consistorio de noviembre de 1527, aunque no llegó a recibir las insignias.   Según algunos autores, el virrey de Nápoles Hugo de Moncada maniobró para que el cardenalato se le concediera a otro prelado más afín; según otros, renunció al capelo "penetrado de sincera humildad".
Fallecido en 1536 a los 80 años de edad, fue sepultado en la capilla familiar, anexa a la Basílica de San Giovanni Maggiore de Nápoles, en un sepulcro obra de Girolamo Santacroce. 